# 林树松
林树松（1927年3月—2018年1月10日），海南昌江人，中国人民解放军将领、中华人民共和国政治人物。

## 生平
1941年3月，参加革命工作。1945年10月，加入中国共产党。1946年3月，在海南琼中营根突围战斗中负伤。1946午7月，进入海南区党委机要科学习，先后在琼崖纵队第一总队，第五总队和海南军区独立30团任机要组长，在海南军区司令部机要科、中南军区机要干部学校任机要员、学员。1954年转业到地方后，任海南区党委机要科副科长、东方县四更公社书记。后担任中共陵水县委副书记、中共昌江县委书记。1983年8月至1987年9月，海南黎族苗族自治州委副书记、组织部长兼纪委书记；后改任海南省人大常委会常委、海南省关工委副主任、省老促会常务理事等职。1993年12月，离休。2018年1月10日逝世，享年91岁。